# Pristaulacus femurrubrum
Pristaulacus femurrubrum är en stekelart som beskrevs av Smith 2005. Pristaulacus femurrubrum ingår i släktet Pristaulacus och familjen vedlarvsteklar. Inga underarter finns listade i Catalogue of Life.